# روبرتو آگیره-ساکاسا
روبرتو آگیره-ساکاسا (انگلیسی: Roberto Aguirre-Sacasa؛ زادهٔ ۱۹۷۳) نویسنده کتاب‌های کمیک، نمایشنامه‌نویس و فیلم‌نامه‌نویس اهل ایالات متحده آمریکا است که بیشتر بابت کتاب‌های مارول کامیکس شهرت دارد.
از فیلم‌ها یا مجموعه‌های تلویزیونی که وی در آن‌ها نقش داشته است، می‌توان به عشق بزرگ، گلی، در جستجو، سوپرگرل، ریوردیل، ماجراجویی‌های هراس‌انگیز سابرینا و کری اشاره نمود.